# ヤハズトウヒレン
ヤハズトウヒレン（矢筈塔飛廉、学名：Saussurea sagitta）は、キク科トウヒレン属の多年草。下位分類にチャボヤハズトウヒレン（矮鶏矢筈塔飛廉、学名：S. sagitta var. yoshizawae）を置き、変種としていたが、基本種と区別しない見解がある。

## 特徴
茎は斜上し、ジグザクに伸びて高さは10-50cmになり、翼は無く、あまり分枝しない。花時には根出葉は存在しない。葉は互生し、茎につく葉の質は薄く硬く光沢があり、葉身は三角状卵形でほこ形、長さ	6-8cm、先は鋭尖頭、基部は切形からくさび形、縁に鋸歯がある。葉の表面は無毛、裏面の葉脈に沿って毛があり、長さ1.5-5cmになる葉柄があり、翼は無い。茎の上部につく葉はしだいに小さくなる。
花期は8月。頭状花序は総状に2-5個がまばらにつくか単生し、頭花の径は1cmほど、花柄は長さ1-2.5cmになり、細い。総苞は長さ9-10mm、径5-8mmになる狭筒形で縮れたくも毛がある。総苞片は7列あり、片は圧着し、総苞外片は広卵形になり、総苞片の先端は尾状に伸びる。頭花は筒状花のみからなり、花冠の長さは10mm、色は淡紅紫色になる。果実は長さ3.5mmで、赤紫色の痩果になる。冠毛は2輪生で、落ちやすい外輪は長さ1-3mm、花後にも残る内輪は長さ8mmになる。

## 分布と生育環境
日本固有種。本州（岩手山、早池峰山、乳頭山、真昼山地、吾妻連峰、戸隠連峰、頸城山塊、北アルプス北部、白山連峰南部）に分布し、高山帯から亜高山帯の風当りの強い砂礫地やハイマツなどの灌木林に囲まれた草地などに生育する。東北地方北部と中部地方北部に隔離分布する。北アルプス北部のものは、超塩基性岩地帯の風衝地に生育するが、その他の地域のものは特殊な土壌を選ばず、岩礫地やハイマツ、ミヤマハンノキなどの灌木林に囲まれた草地などに生育する。

## 名前の由来
和名ヤハズトウヒレンは、「矢筈塔飛廉」のことで、葉の形から種小名　sagitta-「矢じり形の」がつけられ、それを「矢筈」と和訳して、「矢筈トウヒレン」とされた。

## ギャラリー
- 総苞片は7列、総苞片の先端は尾状に伸びる。
- 茎はジグザクに伸び、葉は三角状卵形でほこ形になる。
- 全姿。群生している様子。

## 下位分類
- シロバナヤハズトウヒレン Saussurea sagitta Franch. f. alba Kitam.[9] - 白花品種。
- チャボヤハズトウヒレン Saussurea sagitta Franch. var. yoshizawae Kitam.[6] - 茎の高さは10cm以下で、北アルプスに分布し、高山帯の砂礫地に生育する。葉の裏面に綿毛が多い。基本種ヤハズトウヒレンの高山型で、基本種と明確に区別できないとする見解が有力であり[3]、現在は区別していない[5][6]。